# Polyscias oahuensis
Polyscias oahuensis är en araliaväxtart som först beskrevs av Asa Gray och som fick sitt nu gällande namn av Porter Prescott Lowry och Gregory M. Plunkett.
Polyscias oahuensis ingår i släktet Polyscias och familjen Araliaceae. Inga underarter finns listade.